# Koninklijke Scheidsrechtersovereenkomst van Antwerpen
De Koninklijke Scheidsrechtersovereenkomst van Antwerpen (KSOVA) is een vereniging van voetbalscheidsrechters uit de regio van Antwerpen. De vereniging is aangesloten bij de Koninklijke Belgische Voetbalbond (KBVB) met stamnummer 1773 en heeft rood en wit als kleuren.
De vereniging groepeert scheidsrechters uit het Antwerpse, onder meer voor het uitwisselen van informatie. Binnen deze vereniging trainen de scheidsrechters, worden testen afgelegd en de vereniging stelt soms ook een voetbalploeg op op toernooien.

## Geschiedenis
Op 27 januari 1910 werd al de scheidsrechtersvereniging Association Belge des Arbitres opgericht, waaruit op 11 februari 1911 de vereniging Association Anversoise des Arbitres (AAA) werd opgericht. De naam werd in 1922 vernederlandst tot Antwerpse Scheidsrechtersvereniging (ASV). De huidige vereniging ontstond in 1931 als Scheidsrechterovereenkomst van Antwerpen (SOVA). De vereniging sloot zich wat later aan bij de Belgische Voetbalbond, waar men het stamnummer 1773 kreeg toegekend. In 1952 werd de vereniging koninklijk en de naam werd Koninklijke Scheidsrechtersovereenkomst van Antwerpen (KSOVA). In 2007 ging de KSOVA over van een feitelijke vereniging in een vzw.
In 2011 vierde de vereniging zijn honderdjarig bestaan.